# 北条時定 (平安時代)
北条 時定（ほうじょう ときさだ、久安元年（1145年） - 建久4年2月25日（1193年4月2日））は、平安時代末期から鎌倉時代初期にかけての北条氏の一門。通称は平六。北条時兼または北条兼時の子とされ、北条時政の甥、もしくは従弟か弟とも。

## 生涯
治承4年（1180年）8月20日、一族である時政と義時父子と共に源頼朝の挙兵に従った。
文治2年（1186年）3月、時政の代官として洛中警備にあたり、六波羅を拠点として都落ちした頼朝の末弟の源義経の郎党の探索・捕縛を行った。同年5月に和泉国日根郡近木郷の在庁官人・日向権守清実によって畠中城に匿われて、義経に協力していた頼朝の叔父の源行家や、同年6月16日に大和国宇陀郡に潜伏していた同族の源有綱（源頼政の孫）を、頼朝の命で討ち取る功績を残した。
同年7月18日に左兵衛尉に任じられ、同時に検非違使にも任じられたという。文治5年（1189年）1月13日には、義経が京都に還る意志を書いた手紙を持った比叡山の悪僧・千光房七郎を捕縛した。文治5年（1189年）4月10日に左衛門尉に任じられている。建久元年（1190年）7月18日、官職を辞任したという。
同年8月、時定が河内国の国衙領を陸奥所と自称して占領しているとの朝廷からの訴えにより、不興を買った頼朝から国司の命に従わねば地頭職を取り上げると命令書が出される。建久2年（1191年）には、かつて時定に討たれた源有綱の家人の前右兵衛尉平康盛が由比ヶ浜で梶原景時に捕らえられ、時定の暗殺を企んでいたことを認めたため、康盛は死罪に処され、腰越で晒し首となった。
建久4年（1193年）2月25日、時定は京都で死去した。享年49。